# Op de Keper
Op de keper was een Nederlands verzetsblad dat tijdens de Tweede Wereldoorlog in Gorssel werd uitgegeven, de laatste publicatie was op 15 april 1945. Het blad verscheen dagelijks in een oplage van 30 exemplaren. Het werd getypt en de inhoud bestond voornamelijk uit nieuwsberichten en algemene artikelen. De redactie bestond uit de journalist Alfred Rodrigues, die zich ook wel Fred Brent liet noemen, zijn echtgenote Grace en Annetje (Anna) Brandligt-Mossel.

## Dagblad Op De Keper
De familie Brandligt vestigde zich eind 1939 in het huis 'De Tuinfluiter' in het Gelderse Epse. De keuze voor Epse werd mede bepaald door de aanwezigheid van de zus van A. Brandligt-Mossel, Co Mijnders, die in Deventer woonde samen met haar echtgenoot, Jan Mijnders, die eveneens betrokken was bij het verzet. Walter Brandligt, de echtgenoot van A. Brandligt-Mossel, verbleef echter voornamelijk in Amsterdam waar hij een prominente rol vervulde bij de verzetsgroepen CS-6 en de Persoonsbewijzencentrale, en redacteur was van de verzetsbladen 'De Vrije Kunstenaar' en 'Lichting'. Vanuit Amsterdam stuurde Brandligt Joodse onderduikers door naar 'De Tuinfluiter' in Epse, waar Brandligt-Mossel verbleef. Deze plek fungeerde als tussenopvang, Brandligt-Mossel zorgde ervoor dat ze elders langer konden onderduiken. 
Rodrigues Brent zat ook ondergedoken bij 'De Tuinfluiter' maar verbleef hier wel voor een langere tijd. Rodrigues Brent gaf de via Radio Oranje gehouden radiotoespraken uit ter discussie. Na de inlevering van de radiotoestellen typte hij ook nieuwsberichten voor vrienden. In 1944 groeiden deze berichten geleidelijk uit tot een weekbericht; na de geallieerde landingen op 6 juni 1944 in Normandië maakte Rodrigues Brent er een dagelijks bulletin van, eerst getiteld De Kleine Kroniek, eenmaal Klein Journaal, vanaf 29 augustus 1944 Van Dag Tot Dag. Ten slotte werd de titel na een paar maanden weer gewijzigd, ditmaal - en nu tot de bevrijding van Gorssel - in Op De Keper. Van tijd tot tijd behoedde een hond het in zijn hok verborgen radiotoestel voor onbescheiden blikken.

## Gerelateerde kranten
- De kleine kroniek (verzetsblad, Gorssel) [3]
- Klein journaal (verzetsblad, Gorssel) [4]
- Van dag tot dag (verzetsblad, Gorssel) [5]
- De Vrije Kunstenaar (verzetsblad, Amsterdam)
- De Vrije Katheder (verzetsblad, Amsterdam)
- Lichting (verzetsblad, Amsterdam, Utrecht)